# Paramegadenus
Genre
Paramegadenus est un genre de mollusques gastéropodes de la famille des Eulimidae. Les espèces rangées dans ce genre sont marines et parasitent des échinodermes ; l'espèce type est Paramegadenus arrhynchus.

## Systématique
Le genre Paramegadenus a été créé en 1972 par les zoologistes William F. Humphreys (d) et Jørgen G. Lützen (d),.

## Biologie
Les espèces présentes dans ce genre sont des parasites d'échinodermes.

## Liste d'espèces
Selon World Register of Marine Species (22 novembre 2021) :
- Paramegadenus arrhynchus (Ivanov, 1937) - espèce type
- Paramegadenus incerta Warén, 1980
- Paramegadenus scutellicola Warén, 1980

## Publication originale
- (en) William F. Humphreys et Jørgen Lützen, « Studies on parasitic gastropods from echinoderms I. On the structure and biology of the parasitic gastropod Megadenus cantharelloides n. sp., with comparisons on Paramegadenus n. g. », Biologiske Skrifter, Académie royale danoise des sciences et des lettres, vol. 19, no 1,‎ janvier 1972, p. 1-27 (ISSN 0366-3612, lire en ligne).